# Sículs (Transsilvània)
Els sículs (hongarès: székelyek, romanès: secui, alemany: Szekler, llatí: siculi) són una ètnia de parla hongaresa que cap al segle x va ocupar les terres del sud-est d'Hongria. Majoritàriament viuen a Transsilvània, al País Székely (en hongarès: Székelyföld, en romanès: Ţinutul Secuiesc). Altres grups d'origen sícul van deixar Transsilvània el 1764 després de la tragèdia de Mádéfalva i van emigrar a Bucovina.

## Origen
L'origen dels sículs és molt debatut, tant entre historiadors com entre els mateixos székely. Una teoria diu que són descendents de tribus guerreres que van ser assentades pels hongaresos a Transsilvània per guardar les fronteres orientals dels tàrtars i altres pobles agressius. Teories alternatives parlen d'origen escita, hun, gèpid, àvar, búlgar i cabar. Alguns asseveren que els sículs sempre van ser hongaresos, i que les diferències culturals es deuen al seu relatiu aïllament.
Segons Kristó Gyula, els székely van ser una ètnia que vivia juntament amb els hongaresos i els khàzars, i que van arribar juntament amb els hongaresos al territori envoltat pels Carpats.

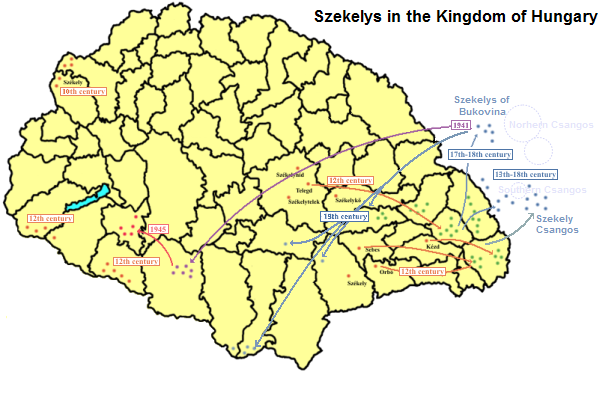
Migracions székely d'Hongria

Segons Gyula László, els hongaresos es van assentar en dues onades, i els székely van arribar amb la primera onada al voltant de 670, abans de la segona onada de 895, quan les tribus hongareses es van assentar definitivament en la conca dels Carpats.
En el Gesta Hungarorum, un antic document sobre la història hongaresa escrit en el segle xiii, l'autor diu que els sículs ja havien estat en la conca carpàtica quan van arribar els hongaresos, i que van acceptar el domini hongarès.
Resultats Genètics
Els resultats genètics van mostrar que els pobles iranians estan molt estretament relacionats amb els sículs (1,4), mentre que els turcs estan molt lluny. (7,87)

## Privilegis històrics
Els székely gaudien de privilegis de noblesa per la seva funció militar, conformant en el Regne hongarès l'anomenada noblesa baixa (kisnemesség). Només van pagar impost al rei en ocasions rellevants (quan el rei ocupava el tron, quan el rei es casava, etc.). Si el rei emprenia una campanya en l'est, un de cada dos homes székely en edat militar havia de participar en la campanya. Si, en canvi, la campanya es produïa en l'oest del regne, llavors només un de cada deu székely havia de participar-hi.
La jerarquia social tenia tres estaments: els peons, els cavallers i les meravelles. Com mostren els noms, l'estatus social estava determinat pel seu paper militar.
El 1437 es va crear la Unió de les Tres Nacions (Unio trium nationum) composta per la noblesa hongaresa de Transsilvània, els székely i els saxons de Transsilvània. Van tenir un paper força destacat en la defensa del Regne d'Hongria contra els atacs de l'Imperi Otomà.

## Pèrdua dels privilegis
Els sículs van aconseguir mantenir els seus privilegis fins al segle xvi, quan els monarques del Principat de Transsilvània van començar a minvar-los.
Primer es van enfrontar amb el príncep Joan Segimon Szapolyai, la qual cosa va acabar en la revolta de 1562. Els Báthory també van voler reduir els privilegis dels székely, i aquests, en conseqüència, es van aliar amb Vitéz Mihály (en romanès: Mihai Viteazul), el voivoda romanès de Valàquia, en el seu atac a Transsilvània el 1599.
Amb el transcurs del temps, va créixer el nombre dels székely que es dedicaven a l'agricultura. El príncep Gabriel Bethlen va posar condicions més restrictives que dificultaven que els székely deixessin la vida militar.
El 1691, el Diploma Leopoldinum (estatut atorgat per l'emperador Habsburg Leopold I, destinat a regular les relacions de Transsilvània amb l'Imperi Habsburg) reconeixia el dret dels székely a no pagar impostos; però entre els anys 1754 i 1769, a conseqüència d'algunes reformes tributàries, perdrien aquest dret.
La reina Maria Teresa I d'Àustria va reorganitzar la defensa de les fronteres, i el reclutament violent entre els székely va desembocar en el fet històric que es coneix com a Siculicidium o matança de Madéfalva, ciutat que avui es diu Siculeni, el 1764: l'exèrcit imperial va matar diversos centenars de székely perquè s'havien negat a prestar el servei militar.
Després d'aquest incident, molts székely es van traslladar a Moldova, a l'altre costat dels Carpats.

## Segles XIX-XX

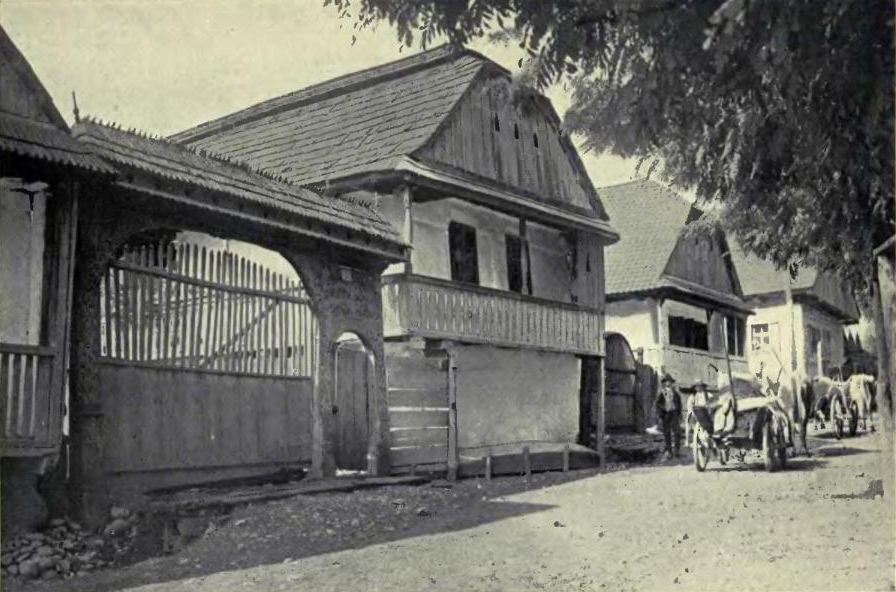
Llogaret Székely, principis del segle XX

En la lluita per la llibertat de 1848-1849, la majoria de l'exèrcit de Bem estava compost de székely. El 16 d'octubre de 1848, en l'assemblea d'Agyagfalva (en romanès: Lutita) els székely van declarar que estaven disposats a prendre les armes "per la defensa dels germans hongaresos". Com a resposta, Anton Puchner, el general dels Habsburg a Transsilvània, va començar a atacar el País Székely, i l'exèrcit székely va haver de retrocedir fins a Háromszék. En les batalles va destacar Áron Gábor, que va començar a produir canons, contribuint als èxits militars que van seguir.
Després de la derrota de la revolta, el següent esdeveniment rellevant en la història székely és el compromís Austrohongarès que va integrar administrativament els székely en la societat hongaresa moderna. El tractat de pau signat a Trianon (tractat de Trianon) el 1920 va atorgar Transsilvània a Romania. Des de llavors, excepte el període 1940-1944, els székely són ciutadans romanesos, però van aconseguir mantenir la seva identitat hongaresa.

## Símbols nacionals

Escut

Bandera històrica

El sol i la lluna són els símbols dels székely, i també són usats tant en l'escut de Transsilvània com a l'escut nacional de Romania. Hom creu que el sol i la lluna representen els antics déus dels protohongaresos. Quan els hongaresos foren cristianitzats en el segle xi, la importància d'aquestes icones fou merament visual i simbòlica, ja que la seva significació religiosa originària s'havia perdut. Els székely han aconseguit preservar les seves tradicions de manera inusual a la resta d'Europa central i oriental. Una bona descripció de les tradicions a les terres dels székeli fou escrita entre 1859-1868 per Balázs Orbán en Descripció de la terra Székely.

## Població
La majoria dels székely viu a les províncies d'Hargita (en romanès, Harghita), Kovászna (en romanès: Covasna) i Maros (en romanès, Mureş).
| Província | Székely | % de la població provincial | % de la població total Székely |
| --------- | ------- | --------------------------- | ------------------------------ |
| Harghita  | 275,841 | 84,6%                       | 32,7%                          |
| Covasna   | 164,055 | 73,8%                       | 19,4%                          |
| Mureş     | 227,673 | 39,2%                       | 26,9%                          |

## Autonomia
Hi hagué una regió autònoma per als székely entre 1952 i 1968. El 1952 fou creada la Regió Autònoma Magiar, però fou abolida el 1968 pel règim de Ceauşescu. Des d'aleshores, alguns székely han pressionat per tal de veure restaurada la seva autonomia. S'ha discutit algunes propostes entre la comunitat székely i la majoria romanesa. Una de les iniciatives d'autonomia Székely es basava en el model de la comunitat autònoma de Catalunya. El 2006, es va convocar la major manifestació pacífica a favor de l'autonomia.

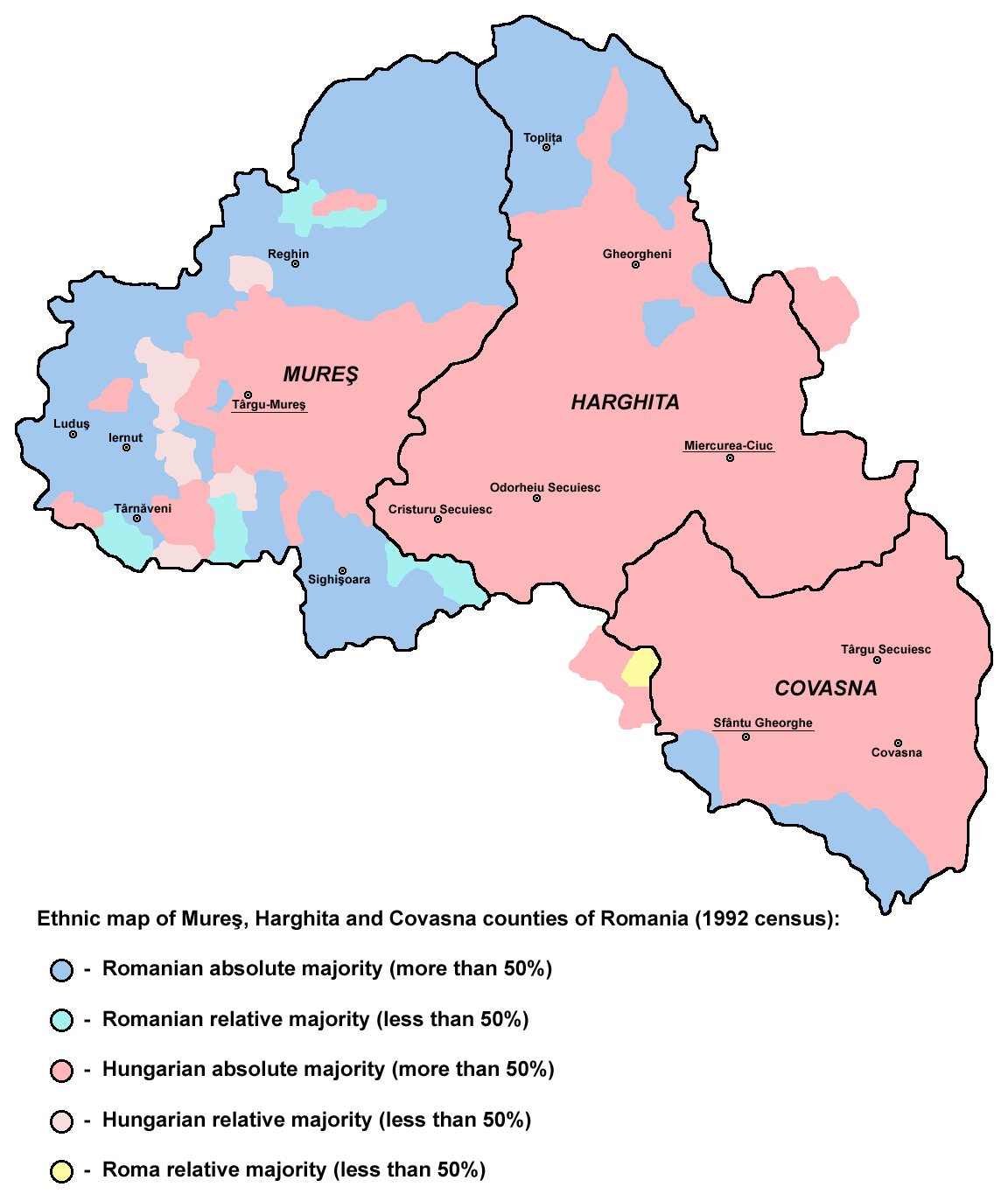
Mapa ètnic d'Harghita, Covasna, i Mureş de 1992, mostrant les zones de majoria székely
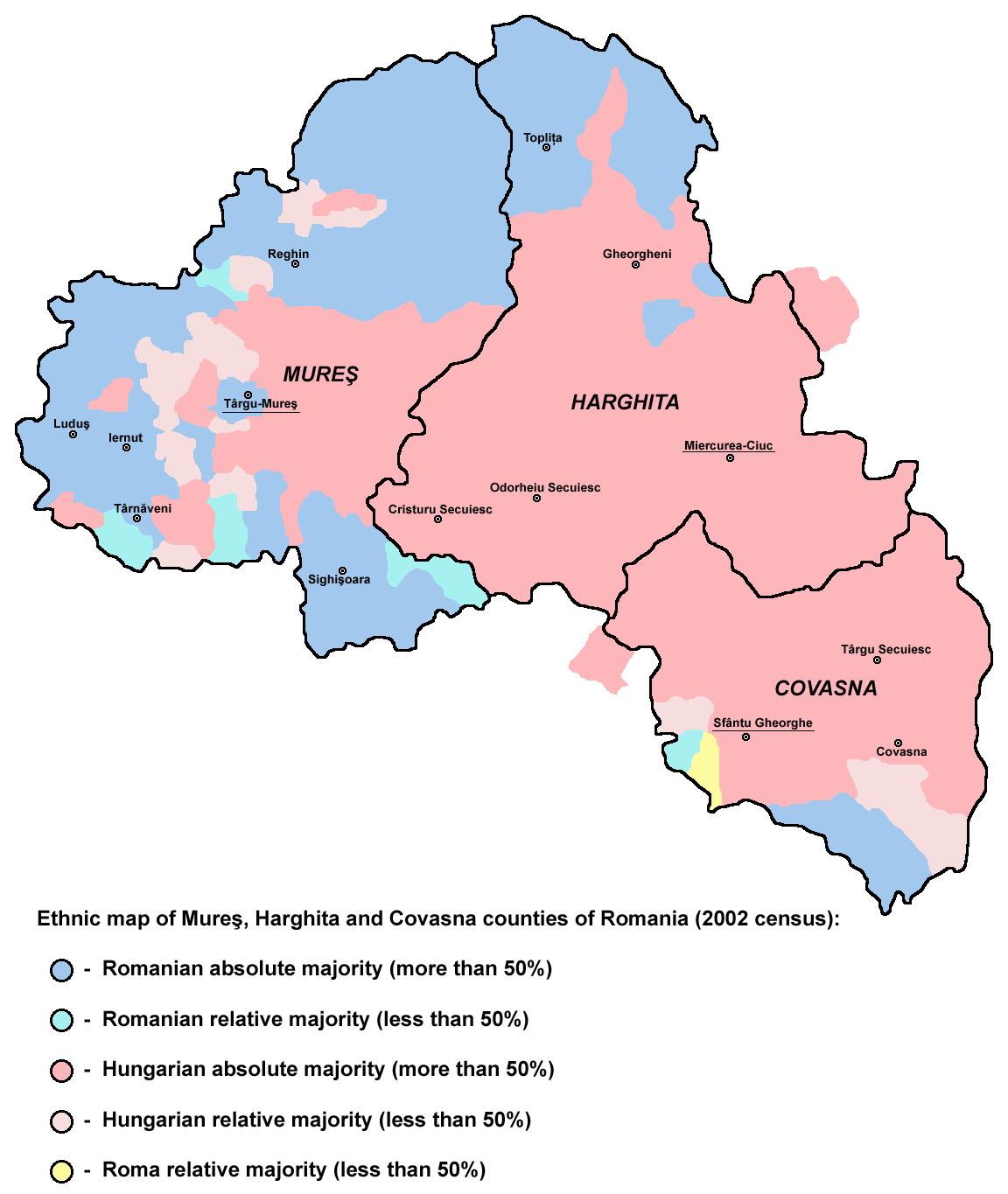
Mapa ètnic d'Harghita, Covasna, i Mureş de 2002, mostrant les zones de majoria székely
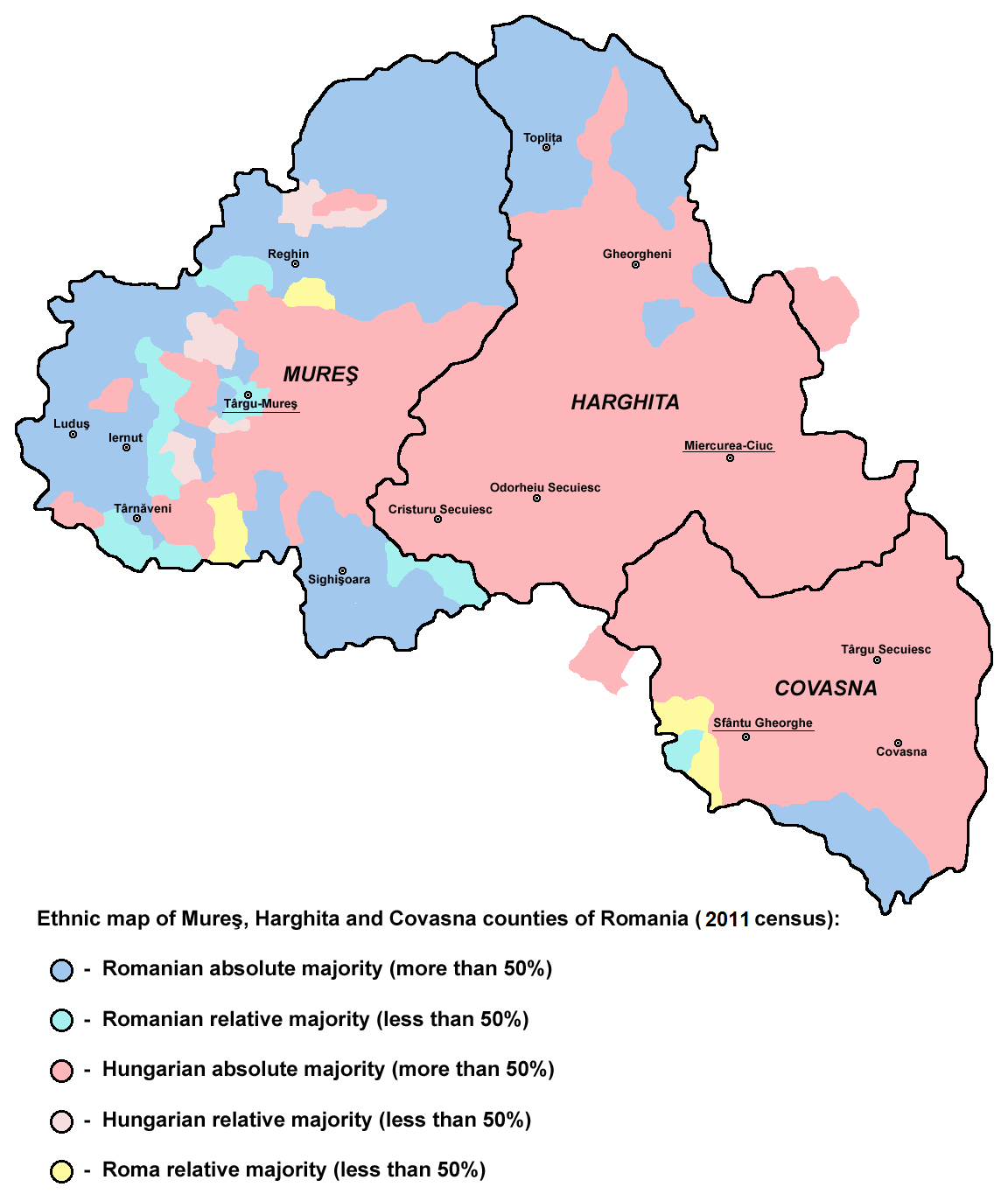
Mapa ètnic d'Harghita, Covasna, i Mureş de 2011, mostrant les zones de majoria székely

## Galeria

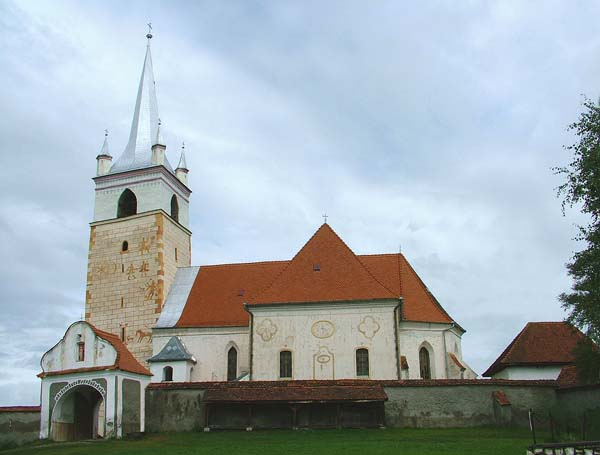
Església fortificada de Racu a Harghita
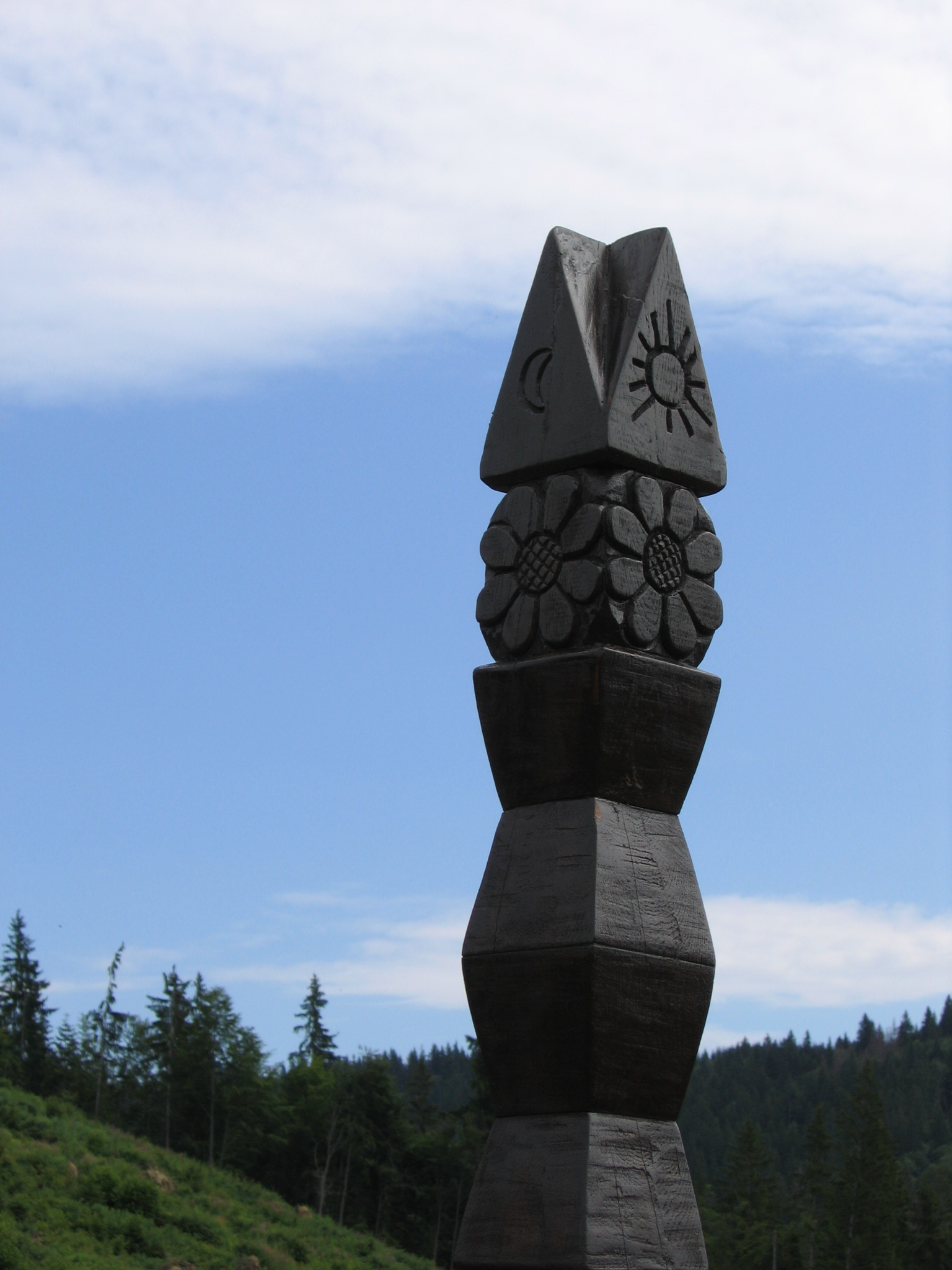
Pilar dels herois
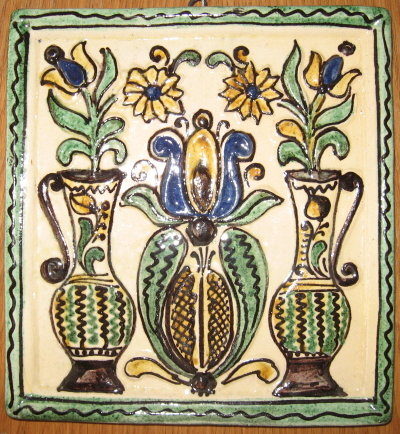
Terrissa de Corund (Korond), província d'Harghita
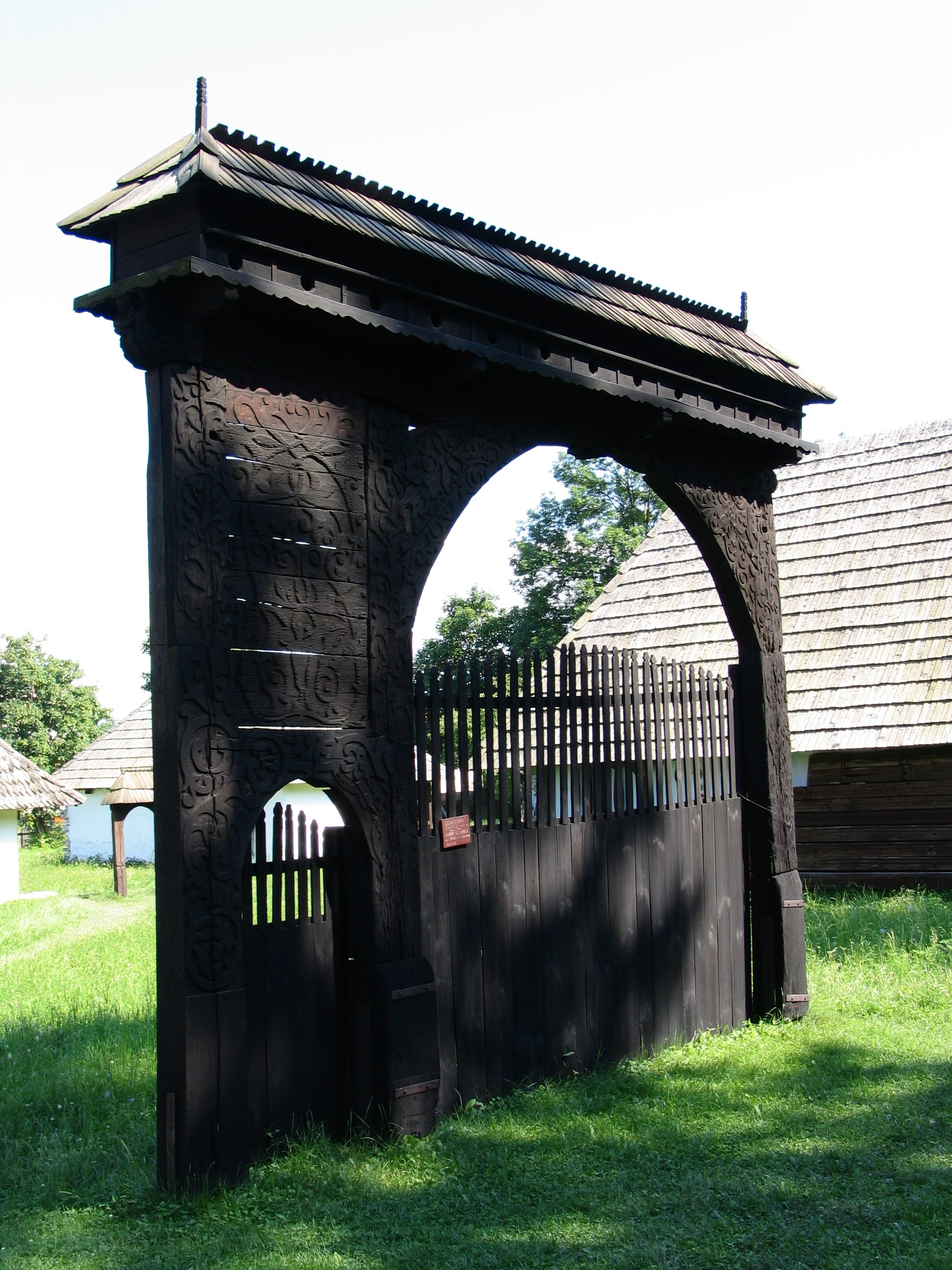
Portal szekler
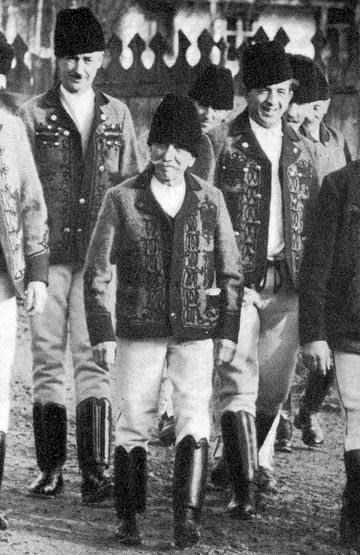
Vestit tradicional. Foto dels anys 70.
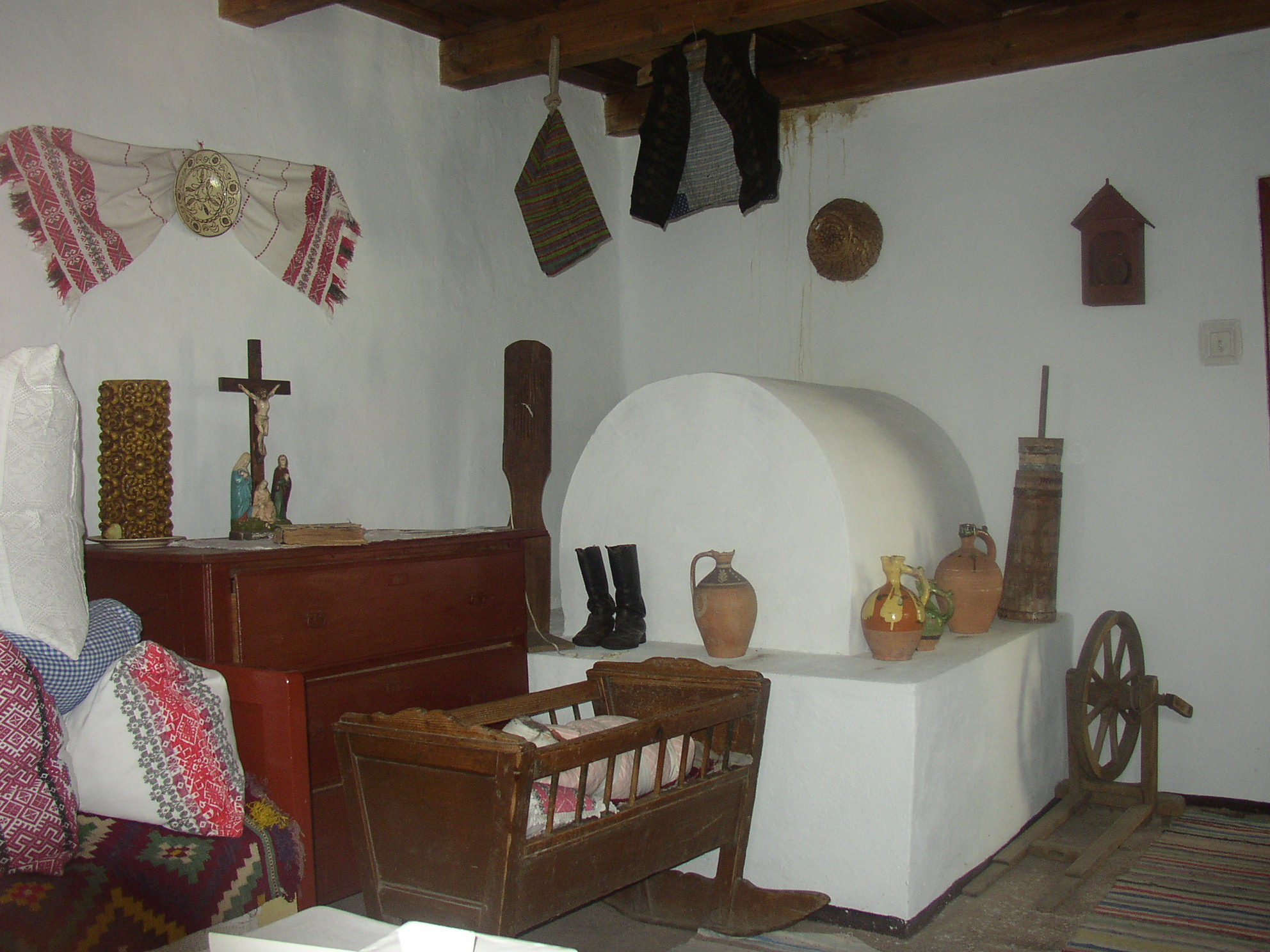
Interior d'un habitatge tradicional
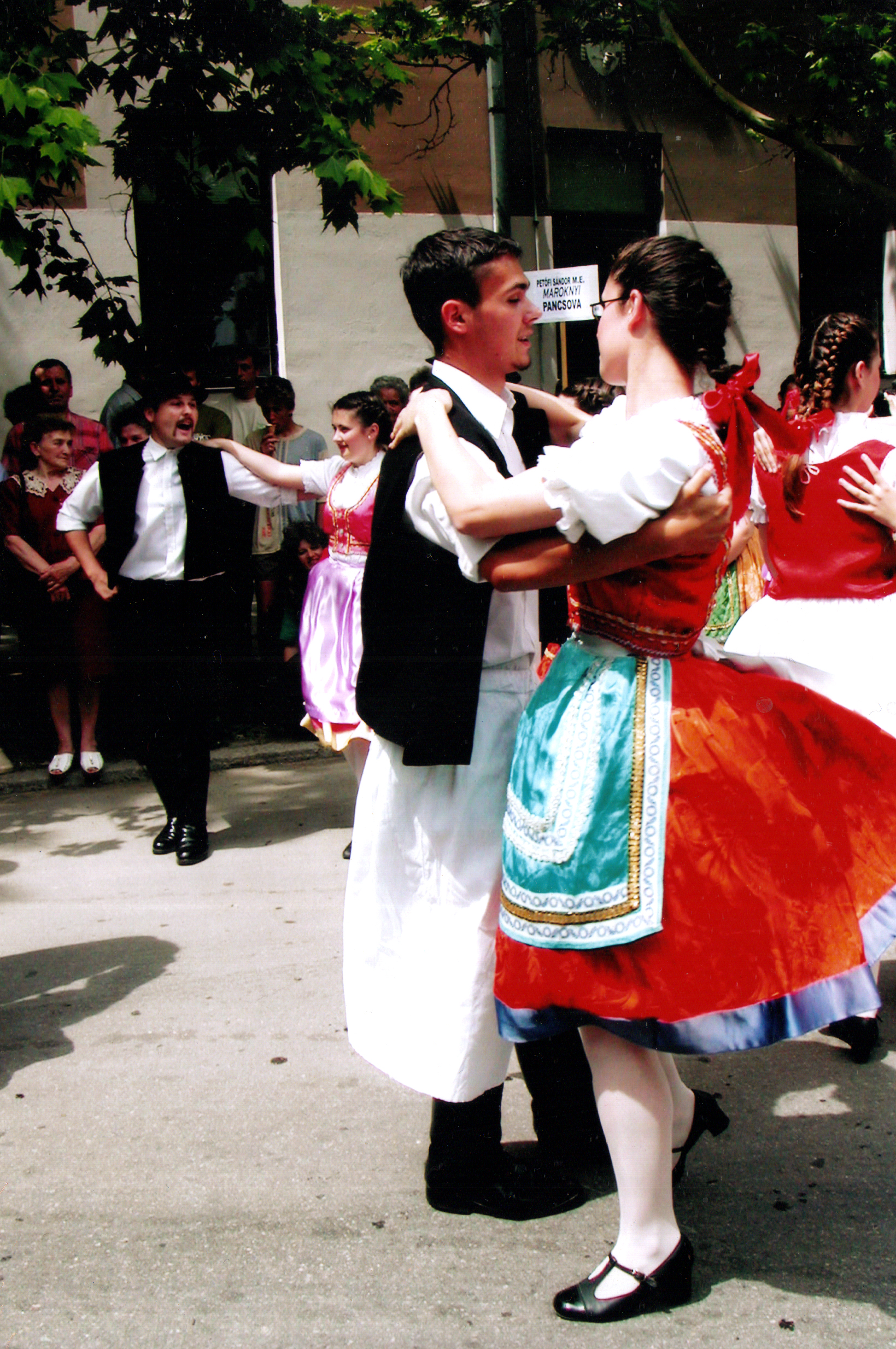
Csárdás amb vestit típic
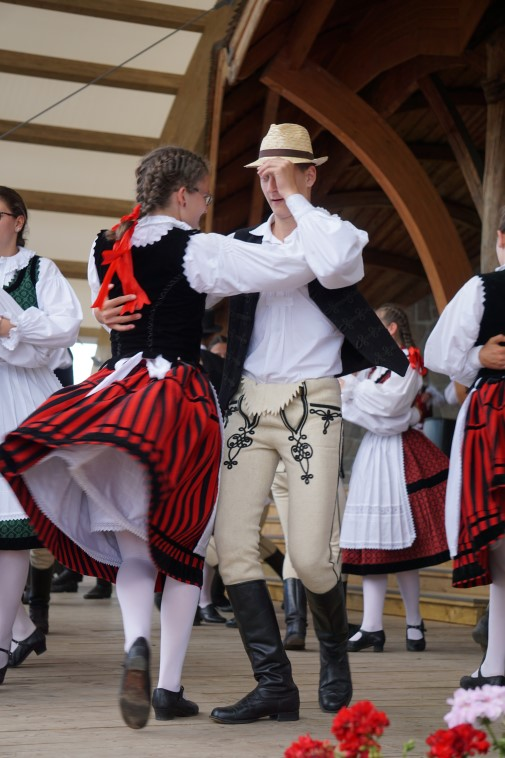
Vestits populars Sícul.